# Troféu João Herculino
O Troféu João Herculino é um torneio amistoso de basquetebol organizado anualmente pela UniCeub/BRB/Brasília como preparação para a temporada do Novo Basquete Brasil. A competição é disputada no Ginásio Nilson Nelson, em Brasília, DF.
O nome do torneio é uma homenagem a João Herculino de Souza Lopes, fundador do Centro Universitário de Brasília (UniCeub), principal patrocinador do clube brasiliense. Sua primeira edição foi disputada em 2011. 

## 2011

### UniCeub/BRB/Brasília 85 x 82 Flamengo
O primeiro Troféu João Herculino foi disputado em 18 de novembro de 2011 e contou com a participação do Flamengo, considerado o maior rival do então bicampeão do NBB, UniCeub/BRB/Brasília. Juntas, as duas equipes eram as detentoras dos últimos cinco títulos brasileiros. A partida teve um bom público, que pode assistir a atuação de cinco atletas que conquistaram semanas antes, pela Seleção Brasileira, vaga para os Jogos Olímpicos de 2012. Por Brasília, jogaram Guilherme Giovannoni, Alex Garcia e Nezinho; enquanto pelo Flamengo jogaram Marcelinho Machado e Caio Torres. Além disso, o confronto marcou a estreia de Leandrinho Barbosa - jogador do Toronto Raptors-, em curta passagem pelo clube carioca durante paralisação da NBA.